# Brasília FC
Az Brasília Futebol Clube, Brazíliaváros, labdarúgó csapata, melyet 1975-ben hoztak létre. A Brasiliense állami bajnokságban szerepel.

## Sikerlista

### Állami
- 8-szoros Brasiliense bajnok: 1976, 1977, 1978, 1980, 1982, 1983, 1984, 1987
- 2-szeres Segunda Divisão győztes: 2001, 2008

## Játékoskeret
2015-től
| # |     | Poszt | Név              |
| - | --- | ----- | ---------------- |
|   | BRA | K     | Carlos Daniel    |
|   | BRA | K     | Artur            |
|   | BRA | V     | André Nunes      |
|   | BRA | V     | Wellington Indio |
|   | BRA | V     | Santos           |
|   | BRA | V     | Paulo Ricardo    |
|   | BRA | V     | Mario Rafael     |
|   | BRA | V     | Indio            |
|   | BRA | V     | Fernando         |
|   | BRA | V     | André Oliveira   |
|   | BRA | KP    | Willian          |
|   | BRA | KP    | Pedro Ayub       |
|   | BRA | KP    | Bruno            |
|   | BRA | KP    | Victor Rodrigues |
|   | BRA | KP    | Matheus          |
|   | BRA | KP    | Bruno Morais     |

| # |     | Poszt | Név            |
| - | --- | ----- | -------------- |
|   | BRA | KP    | Marciel        |
|   | BRA | KP    | Victor         |
|   | BRA | KP    | Igor Santos    |
|   | BRA | KP    | Héverton Alves |
|   | BRA | KP    | Werick         |
|   | BRA | KP    | Daniel         |
|   | BRA | KP    | Fernandinho    |
|   | BRA | CS    | Vitor          |
|   | BRA | CS    | Andrey         |
|   | BRA | CS    | Brayan         |
|   | BRA | CS    | Michel Platini |
|   | BRA | CS    | Kleberson      |
|   | BRA | CS    | Clécio         |
|   | BRA | CS    | Giso           |
|   | BRA | CS    | Giba           |
|   | BRA | CS    | Fabinho        |